# Kaya (album)
Kaya è un album di Bob Marley & The Wailers, pubblicato per la prima volta nel 1978.
Il disco venne registrato all'incirca nello stesso periodo di Exodus, nel 1977.
L'album venne ben accolto dal pubblico, e raggiunse la top five nelle classifiche di vendita inglesi, ma venne criticato per l'adesione di Bob Marley a tematiche e ritmi più commerciali.
Il 21 luglio 2001 il disco fu ripubblicato con l'aggiunta della bonus track Smile Jamaica.
Il 23 aprile 2013, per celebrare i 35 anni dall'uscita del disco, viene pubblicata "Kaya Deluxe Edition", in un doppio CD contenente anche registrazioni audio inedite del concerto di "Ahoy Hallen" a Rotterdam (Paesi Bassi), svoltosi il 7 luglio 1978.

## Tracce
Lato A
1. Easy Skanking – 2:53
2. Kaya – 3:15
3. Is This Love – 3:52
4. Sun Is Shining – 4:58
5. Satisfy My Soul – 4:30

Lato B
1. She's Gone – 2:25
2. Misty Morning – 3:32
3. Crisis – 3:54
4. Running Away – 4:15
5. Time Will Tell – 3:25

## Classifiche
| Classifica (1978) | Posizione massima |
| ----------------- | ----------------- |
| Francia           | 6                 |
| Norvegia          | 6                 |
| Nuova Zelanda     | 6                 |
| Paesi Bassi       | 22                |
| Regno Unito       | 4                 |
| Stati Uniti       | 50                |
| Stati Uniti (R&B) | 50                |
| Svezia            | 14                |